# Nimrawidy
Nimrawidy, nymrawy (Nimravidae) – rodzina wymarłych ssaków drapieżnych z grupy kotokształtnych. Były to ssaki wykazujące bardzo silne podobieństwo do właściwych kotowatych (Felidae) i przez długi czas były zaliczane do tej właśnie rodziny. Obecnie przeważa pogląd, że paleokoty stanowiły odrębną linię ewolucyjną, a podobieństwo do kotów jest wynikiem konwergencji ewolucyjnej. Nimrawidy zajmowały w oligocenie i miocenie niszę ekologiczną typową dla kotowatych. Przez wiele milionów lat współegzystowały z właściwymi kotami.
Rodzina Nimravidae oddzieliła się od głównego pnia Feliformia w eocenie. Miało to miejsce zanim wykształciły się pozostałe rodziny: mangustowate, łaszowate, kotowate i hienowate. Najbardziej charakterystyczną cechą odróżniającą nimrawidy od kotów jest budowa pewnych regionów czaszki, a zwłaszcza rejonu słuchowego. U kotów tak zwana puszka słuchowa jest zbudowana z dwóch komór oddzielonych strukturą nazywaną septum. U nimrawidów puszka słuchowa była całkowicie lub częściowo chrzęstna, niekiedy skostniała, ale pozbawiona septum. U niektórych gatunków istniała struktura podobna do septum, ale strukturalnie inna niż u Felidae.
Pewne gatunki wykształciły silnie wydłużone i spłaszczone, szablaste kły analogiczne jak u właściwych kotowatych z grupy machajrodontów (Machairodontinae). Bardziej zaawansowane formy miały kły z charakterystycznym wgłębieniem na całej długości, przypominające nieco zbrocza średniowiecznych mieczy. Kły te były bardzo delikatne i wrażliwe na urazy mechaniczne, ale jednocześnie musiały być bardzo skuteczną bronią w polowaniu na duże ssaki roślinożerne. W żuchwie znajdowała się specyficzna spłaszczona struktura, stanowiąca ochronę dla delikatnych kłów, gdy zwierzę miało zamknięty pysk. Inną cechą upodobniającą nimrawidy do kotów jest skrócony pysk i zaokrąglona czaszka. Wiele gatunków miało wciągane pazury. Generalnie, paleokoty miały stosunkowo długie ciała, niskie masywne kończyny, silną muskulaturę i stosunkowo krótki ogon.

## Podrodziny

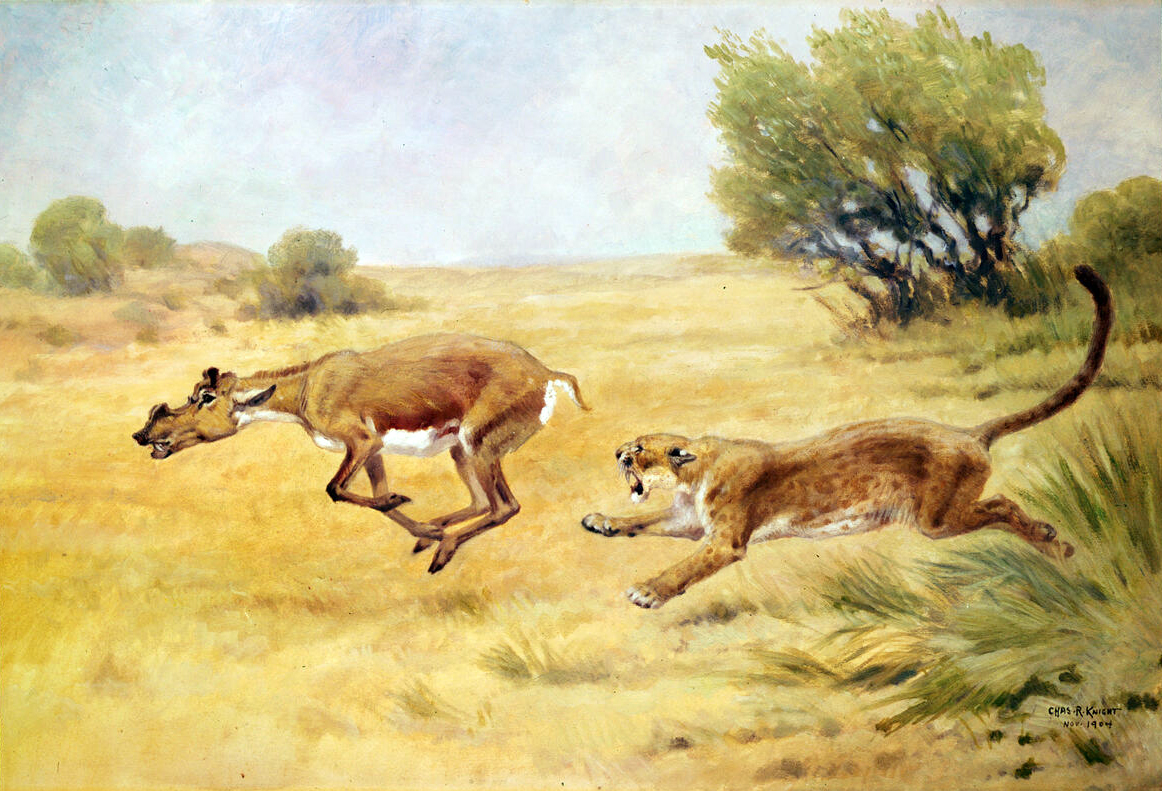
Rekonstrukcja Dinictis i Protoceras, Charles R. Knight

Wyróżnia się dwie podrodziny w obrębie Nimravidae:
- Nimravinae – obejmowały stosunkowo niewielkie drapieżniki o dużym podobieństwie do kotów. Kły u przedstawicieli tej podrodziny były stosunkowo krótkie, porównywalne do tych jakie posiadają właściwe koty. Późniejsze gatunki posiadały już bardziej rozwinięte i znacznie dłuższe kły. Zalicza się tutaj takie rodzaje jak: Dinictis z późnego eocenu i wczesnego oligocenu i Nimravus z późnego oligocenu Ameryki Północnej.

- Hoplophoninae – bardziej zaawansowane paleokoty, o większych rozmiarach ciała i dłuższych kończynach. Rozprzestrzeniły się z Ameryki Północnej również na tereny Eurazji. Najlepiej poznanym rodzajem jest Eusmilus żyjący w późnym oligocenie. Rodzaj ten posiadał szablaste kły. W tym samym okresie żył Hoplophoneus, o jeszcze silniej rozwiniętych kłach. Był to jeden z największych nimrawidów, osiągał rozmiary dzisiejszego jaguara.

- Barbourofelinae[3] – to najbardziej zróżnicowana podrodzina paleokotów. Prawdopodobnie wywodzą się od przodka przypominającego Eosumils, żyjącego na terenie Europy. Pierwsze gatunki takie jak Prosansanosmilus peregrinus zasiedlały zachodnią część Europy. Następnie opanowały Azję i Amerykę Północną, prawdopodobnie nieliczne gatunki skolonizowały również Afrykę. Były to najmasywniejsze nimrawidy, o bardzo silnej muskulaturze przedniej części ciała. Zwierzęta te były stopochodne tak jak dzisiejsze niedźwiedzie. Ich ogony były bardzo krótkie. Kły u przedstawicieli Barbourofelinae były najmocniej rozwinięte. Barbourofelis był ostatnim, a jednocześnie największym przedstawicielem rodziny. Osiągał wielkość dzisiejszego lwa, ale prawdopodobnie był od niego cięższy z powodu silnej muskulatury ciała. Ostatni przedstawiciele tego rodzaju wymarli ok. 5 milionów lat temu.